# Bis(2-ethylhexyl)ftalaat
Bis(2-ethylhexyl)ftalaat of DEHP (van het Engelse Di(2-ethylhexyl)phthalate) is een toxische organische verbinding met als brutoformule C24H38O4. Het is een kleurloze tot lichtgekleurde, viskeuze vloeistof met een kenmerkende geur, die onoplosbaar is in water.

## Synthese
DEHP wordt gesynthetiseerd uit een condensatiereactie van ftaalzuuranhydride (1) en 2-ethylhexanol (2):

## Toepassingen
DEHP is het belangrijkste ftalaat en wordt gebruikt als weekmaker bij de productie van pvc. Plastics bevatten gemiddeld zo'n 1% tot 40% DEHP. De stof wordt ook gebruikt als hydraulische vloeistof en als diëlektricum in condensators. DEHP is tevens een belangrijk oplosmiddel in de organische chemie.

## Toxicologie en veiligheid
De stof ontleedt bij verhitting met vorming van irriterende dampen. Ze reageert met sterk oxiderende stoffen, zuren, basen en nitraten.
De stof is irriterend voor de ogen en de luchtwegen. Herhaald of langdurig huidcontact kan effecten hebben op de teelballen. Dierproeven tonen aan dat DEHP mogelijk schadelijk is voor de voortplanting of de ontwikkeling bij de mens. DEHP is geplaatst op de lijst van zeer zorgwekkende stoffen van REACH in verband met z'n hormoonverstorende werking in het milieu.